# Cottabe

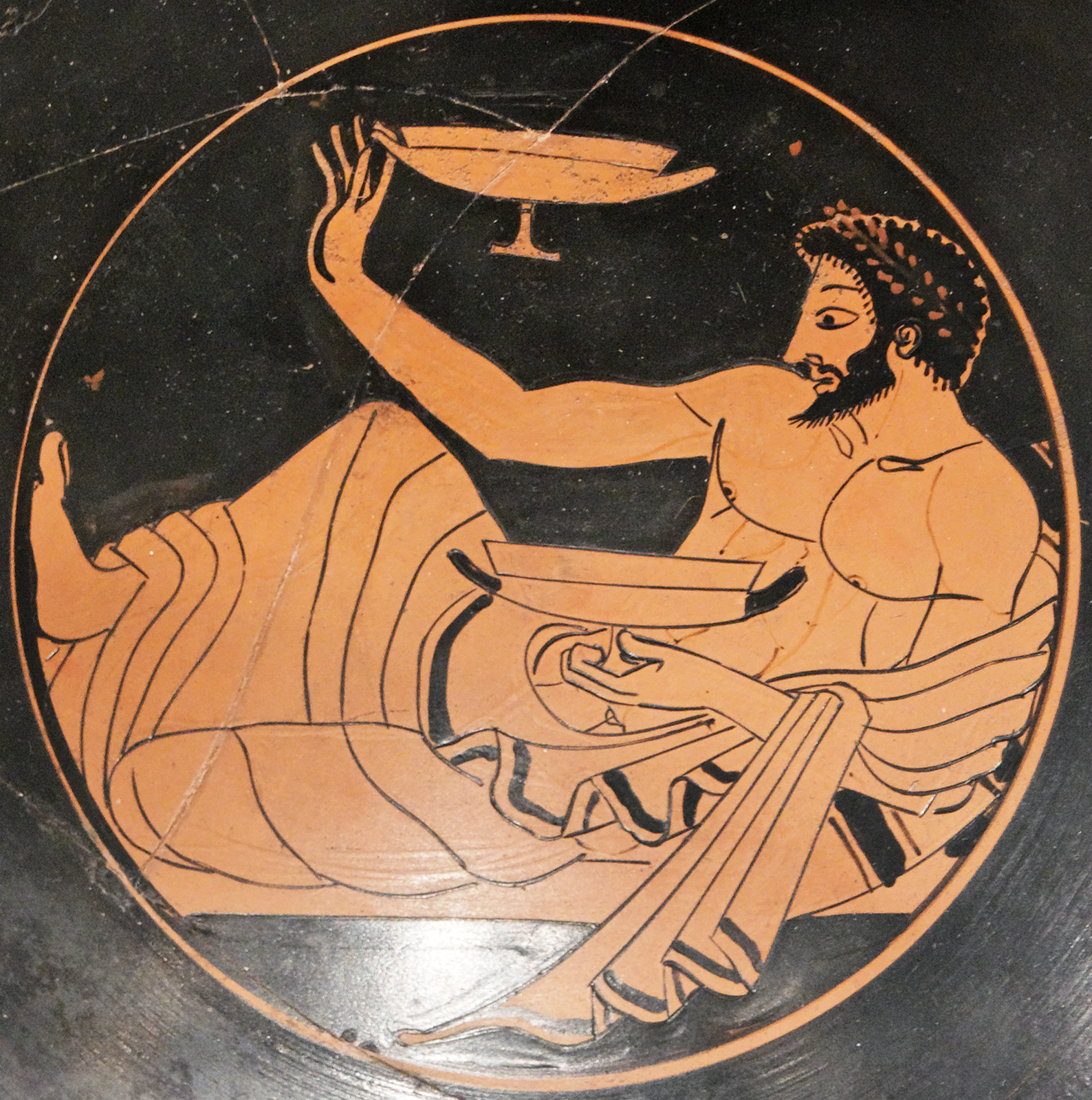
Joueur de cottabe, v. 500 av. J.-C., Metropolitan Museum of Art.

Le cottabe (en grec ancien κότταϐος / kóttabos ; étymologie obscure), ou kottabos, est, en Grèce antique et en Étrurie, un jeu d'adresse pratiqué lors des banquets (les symposia) ou encore dans les établissements de bains. Très populaire aux Ve et IVe siècles av. J.-C., il passe ensuite de mode. Il est principalement décrit dans des ouvrages des époques hellénistique et romaine, alors qu'il était déjà tombé en désuétude, ce qui explique des descriptions particulièrement obscures ou contradictoires. Le terme désigne aussi la cible à atteindre durant le jeu.

## Principe
Réputé venir de Sicile, il consiste en un détournement ludique de la libation effectuée au début de chaque banquet : dans une libation, on verse quelques gouttes de vin sur le sol en invoquant le nom d'une divinité, principalement Dionysos. À l'origine, pour le cottabe, on verse le reste de sa coupe de vin en invoquant la personne aimée. Par la suite, la pratique se transforme en jeu : l'objectif est alors de jeter le reste de vin (λάταξ / látax) dans un bassin, posé par terre ou sur une table, toujours en prononçant le nom d'une personne aimée. Si les gouttes de liquide atteignent effectivement la coupe, c'est un heureux présage. Outre le présage, le gagnant au cottabe remporte souvent un petit lot : œuf, pomme, gâteau, coupe, voire un baiser.
La peinture sur vases montre que le jeu se pratique en tenant une anse d'une kylix (coupe plate) par un ou deux doigts, les autres doigts étant arrondis « à la manière des joueurs de flûte ». Le poignet est plié ; le lancer se fait par rotation de ce dernier plutôt que par mouvement du bras entier, comme pour le lancer du javelot. L'adresse ne suffit pas : il est important de réussir un lancer souple, de bonne tenue, pour tout dire beau.

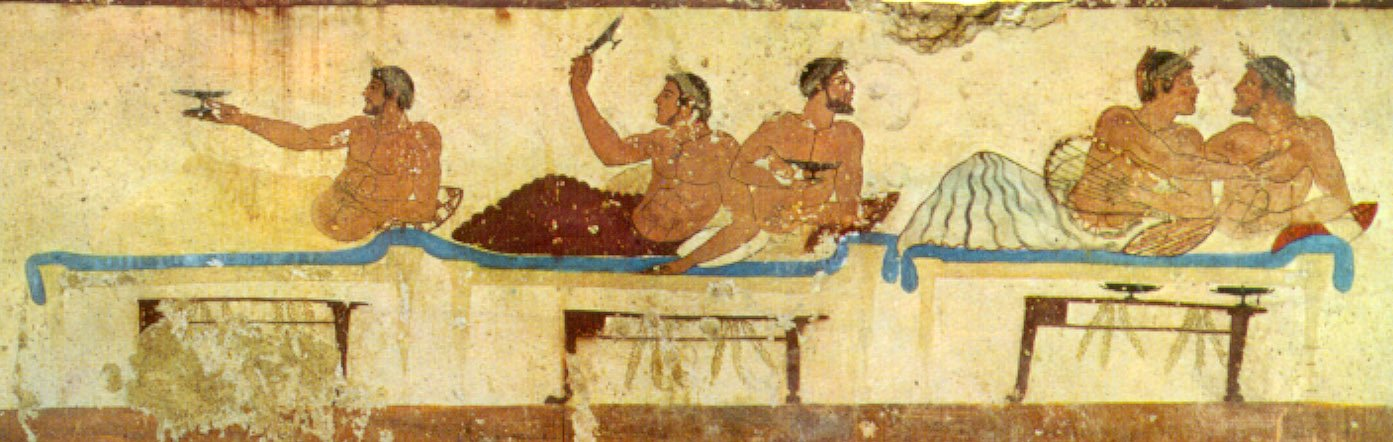
Une des fresques dite du Plongeur à Paestum montrant des joueurs de cottabe en action.

### Variantes

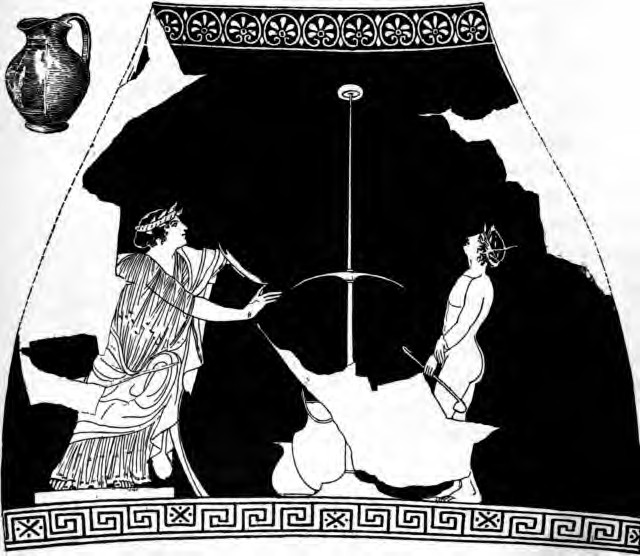
Variante du kóttabos kataktós.

Il existe plusieurs variantes du jeu. Dans le κότταϐος δι' ὀξυϐάφων / kóttabos di’ oxybáphôn ou ἐν λεκάνῃ / en lekánê, on vise non pas la coupe elle-même, mais de petites soucoupes en terre cuite (ὀξυϐάφα / oxybápha) flottant dans la coupe remplie d'eau. Le but est alors de renverser ces petits récipients en jetant son reste de vin ; celui qui en coule le plus est le vainqueur.
Le κότταϐος κατακτός / kóttabos kataktós est l'autre principale variante. L'adjectif kataktós (de κατάγω / katágô « faire descendre, amener en bas ») signifie « qui peut être abaissé » ; on ne sait pas avec certitude à quoi il s'applique. Le principe consiste à atteindre un petit plateau (πλάστιγξ / plástinx) posé en équilibre au sommet d'une tige de métal. Renversé, le plateau tombe sur ou dans le μάνης / mánês en faisant du bruit. La nature de cet objet n'est pas connue avec certitude : il pourrait s'agir d'un récipient sur lequel serait fixée la tige, d'une statuette d'esclave nommée Manès ou d'un autre disque sur lequel le plastinx rebondit en faisant du bruit.

## Popularité

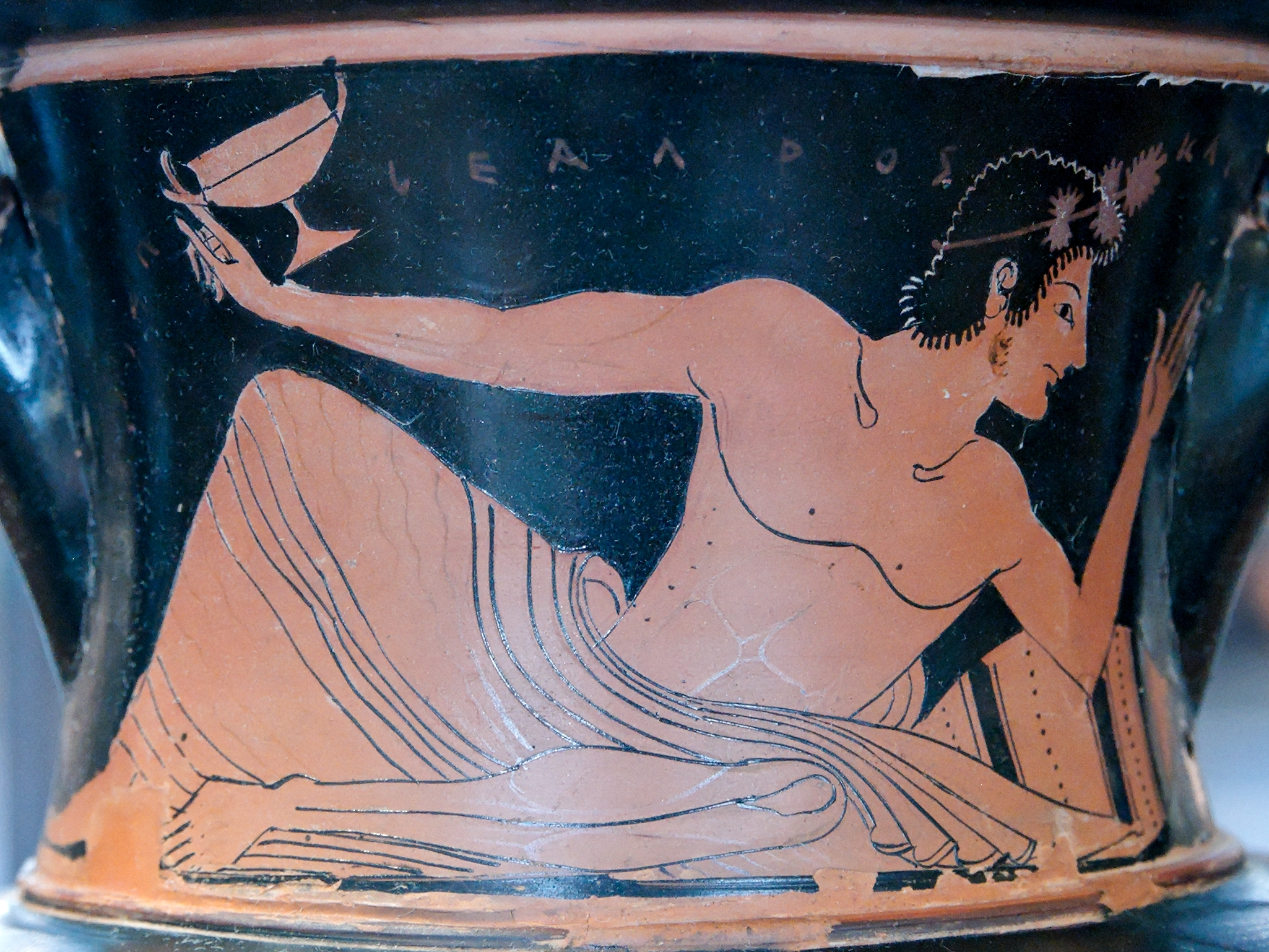
Joueur de cottabe et inscription kalos au nom de Léagros, provenant de Vulci. Col d'une amphore d'Euphronios, v. 510 av. J.-C. Musée du Louvre (G 30).

Le cottabe est un jeu très populaire auquel s'adonnent tous les Grecs : les hommes mais aussi les femmes, qui organisent des banquets à part. Ainsi, un vase signé Euphronios, conservé à Saint-Pétersbourg, montre une femme nue allongée sur une klinè (banquette) tenant de l'index de la main gauche l'anse droite d'une coupe et s'écriant : « Je lance celle-ci en ton honneur, Léagros ». Outre les banquets, il se pratique aussi dans les bains. Une anecdote met ainsi en scène le philosophe Diogène abordant un jeune joueur aux bains publics, et déclarant : « Mieux tu feras, pis ce sera », le mettant ainsi en garde contre le risque de s'attirer trop de soupirants par son adresse au cottabe.
Le cottabe est étroitement associé à l'ivresse. Le dérivé κοτταϐίζω / kottabízô, « jouer au cottabe », est utilisé par la suite comme euphémisme plaisant pour « vomir ».
Amipsias compose au Ve siècle av. J.-C. une comédie intitulée Ἀποκοτταϐίζοντες / Apokottabízontes (« les joueurs de cottabe »), qui n'a survécu que par fragments. On ignore donc le contenu de l'intrigue ; peut-être s'agissait-il de l'expédition de la bande de joueurs de cottabe ivres qui, dans Les Acharniens d'Aristophane, enlèvent une prostituée et se trouvent à l'origine de la guerre du Péloponnèse. L'un des fragments qui subsistent montre qu'une partie de cottabe di’ oxybaphon était disputée pendant la pièce.
Théramène parodie le cottabe lors de son suicide : condamné à mort en 404 av. J.-C. par Critias, l'un des Trente, il lance les dernières gouttes de la ciguë en s'exclamant : « À la santé du beau Critias ! ».